# Thaumatopsis melchiellus
Thaumatopsis melchiellus là một loài bướm đêm trong họ Crambidae.